# 古志人

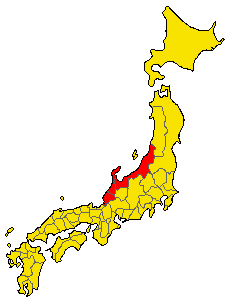
古志人が居住していたと思われる範囲

古志人（こしびと、「高志人」あるいは「越人」とも表記するが発音は同じ）は、古代日本の民族である 。彼らは縄文時代の間、古代における越国の範囲のうち、日本海の南岸部に居住していたとされている。